# Теракт в Стокгольме (2017)
Теракт в Стокгольме произошёл днём 7 апреля 2017 года, когда в центре города грузовик на большой скорости въехал в толпу людей, гуляющих по центральной пешеходной улице Дроттнинггатан столицы Швеции. Данная трагедия стала первым в современной истории Швеции терактом, повлёкшим человеческие жертвы. В результате погибли пятеро и получили ранение ещё 14 человек. В ходе оперативных действий, полицейские задержали 39-летнего гражданина Узбекистана Рахмата Акилова. 7 июня 2018 года за совершённые преступления он был приговорён шведским судом к пожизненному заключению.

## Хронология
В 14:53 по местному времени грузовик Mercedes Actros на большой скорости въехал в толпу людей на перекрёстке двух пешеходных улиц Дроттнинггатан и Кунгсгатан в центре Стокгольма, после чего проехал около 550 метров по улице Дроттнинггатан и остановился, врезавшись в витрину торгового центра «Åhléns City», и загорелся. Водитель грузовика, получив небольшие ранения, скрылся с места преступления. Как позднее выяснилось, транспортное средство принадлежит шведской пивоваренной компании Spendrups. По сообщению представителей компании, грузовик был украден за несколько минут до теракта. Преступник угнал транспортное средство во время того, как водитель остановился возле одного из ресторанов, расположенных на расстоянии около 1 км от места трагедии, чтобы выгрузить доставленные напитки.
По сообщениям шведской телекомпании SVT в районе происшествия также были слышны выстрелы, однако данная информация не была подтверждена полицией.
По словам очевидцев, в грузовике находилось три вооружённых человека, которые покинули его после того, как он врезался в магазин. В первые часы после теракта в СМИ появилась информация о том, что полиция якобы задержала водителя грузовика, позднее эта информация была официально опровергнута.
В целях безопасности в городе было полностью остановлено движение городского метро, железнодорожного транспорта и автобусов. Полиция оцепила здание шведского правительства, парламент и королевский дворец, а также призвала население и гостей города держаться вдали от центра города. Также в городе были отменены все вечерние киносеансы и театральные представления.
Водитель грузовика, получив небольшие ранения, скрылся с места преступления. Воспользовавшись паникой в универмаге, он направился к ближайшей станции городской электрички, путь к которой лежал через фойе универмага. Упустив поезд, преступник спешно проделал обратный путь и затем направился к Главному вокзалу, пройдя в общей сложности 500 метров. Там он сел на экспресс-поезд до аэропорта, куда и прибыл через 20 минут. В поезде его опознала одна из пассажирок по фотографии, которая в то время уже курсировала в прессе. По прибытии полиции преступнику уже удалось скрыться, он сел в автобус и отправился в пригородный город Мёрста, расположенный в северной части лена Стокгольм. Там он отправился на автозаправку, где его опознал продавец, который и вызвал полицию. При аресте мужчина не оказывал сопротивления и признался в содеянном. Арестованный Рахмат Акилов является 39-летним гражданином Узбекистана, в течение нескольких последних лет проживающим в Стокгольме.

## Жертвы
В результате теракта пятеро человек погибли и ещё 14 получили тяжёлые ранения. Среди раненых находился один ребёнок.
Первые трое погибших скончались сразу на месте трагедии, четвёртый умер от полученных травм уже в больнице. К 9 апреля удалось установить личность погибших. Среди них: 41-летний гражданин Великобритании, живший в Стокгольме и работавший в Spotify, 31-летняя туристка из Бельгии и двое шведов — 11-летняя школьница из Стокгольма и 69-летняя пенсионерка из Уддеваллы. 28 апреля от последствий полученных травм скончалась ещё одна жертва теракта — 66-летняя жительница города Тролльхеттан.
| Имя жертвы        | Возраст |
| ----------------- | ------- |
| Лена Вальберг     | 69 лет  |
| Маилис Дерэймэкер | 31 год  |
| Эбба Акерлунд     | 11 лет  |
| Мари Киде         | 66 лет  |
| Крис Бевингтон    | 41 год  |

Совершённый теракт является самым крупным за всю историю Швеции. В 2010 году на той же самой улице уже случался теракт с применением взрывчатки, однако тогда погиб лишь сам террорист-смертник, также от взрыва тогда пострадало ещё двое человек.
На площади Сергельсторг в центре Стокгольма было организовано центральное место для выражения соболезнования и скорби жертвам теракта. Цветы на площадь, среди прочих, возложили принцесса Виктория с супругом герцогом Даниэлем, а также премьер-министр Швеции Стефан Лёвен. В понедельник 10 апреля на площади Сергельсторг состоялась демонстрация в память жертв теракта, в которой приняли участие более 20 тысяч человек.

## Расследование
Полиция и спецслужбы Швеции в качестве основной версии рассматривают теракт, хотя до сих пор никакая террористическая группа не взяла на себя ответственность за случившееся. Как сообщает общественная телерадикомпания SVT, в грузовике, протаранившем стену торгового центра, был найден рюкзак с неизвестным устройством, которое полиция отправила на экспертизу.
Задержанный Рахмат Акилов уже был знаком шведским спецслужбам с 2016 года, однако тогда им не удалось обнаружить доказательств причастности мужчины к экстремистским группировкам. Полицейские также не исключают возможного участия других лиц в подготовке и осуществлении теракта и продолжают поиски возможных соучастников. В ходе продолжающегося следствия полиция в первые дни после теракта арестовала ещё шесть человек. В понедельник 10 апреля пятеро из них были отпущены, а одному из них были предъявлены обвинения в соучастии в теракте. Подробности пока не сообщаются. В пятницу 14 апреля стало известно, что решение об аресте второго подозреваемого в совершении теракта было отменено, однако мужчина всё же останется под стражей в связи с имеющимся против него решении о депортации.
По сообщениям прессы, Рахмат Акилов является уроженцем Самарканда. В 2006 году он отправился на заработки заграницу. Сначала работал в Москве, потом в Турции, после которой и перебрался в Швецию. По сообщениям турецких властей, мужчина был депортирован из Турции в связи с подозрениями в связях с «Исламским государством».
В Швецию Акилов прибыл в 2014 году, где работал преимущественно на стройках, отправляя заработки своей семье в Узбекистан. С весны 2015 года мужчина был прописан в Стокгольме, однако в последнее время не проживал по зарегистрированному адресу, скрываясь от миграционных служб. Фактическим местом пребывания Акилова был городок Ворберг в пригороде Стокгольма. Коллеги и знакомые описывают его как замкнутого человека, слабо интересующегося политикой и религией, который только и говорил о том, где бы ему ещё подзаработать денег, чтобы больше отправить на родину жене и его четырём детям. В 2014 году Акилов подавал заявление о предоставлении ему разрешения на временное проживание в стране, однако в июне 2016 года ему в этом было отказано. В своём заявлении о предоставлении ему статуса беженца Акилов утверждал, что преследуется на родине как противник режима, однако шведская миграционная служба усомнилась в достоверности представленных Акиловым данных. После вынесения решения о депортации мужчина долгое время скрывался от миграционной службы, поэтому 24 февраля 2017 года дело было передано полиции и он был объявлен в розыск.
По сообщениям полиции, у них имеются доказательства того, что арестованный мужчина симпатизирует радикальным экстремистским организациям. Об этом свидетельствует содержимое его страниц и список его контактов в социальных сетях. В частности, на его страницах прослеживаются контакты с «Исламским движением Узбекистана», «Хизб ут-Тахрир аль-Ислами» и «Исламским государством». По сообщениям прессы, Акилов признался в совершении теракта и попросил заменить предоставленного ему государственного защитника адвокатом-суннитом, однако его ходатайство не было удовлетворено судом. Также сообщается, что террорист показал, что он действовал по приказу «Исламского государства» и в качестве мотива назвал бомбардировки в Сирии.
По словам министра иностранных дел Узбекистана Абдулазиза Камилова, незадолго до совершения теракта в Стокгольме Акилов был объявлен в международный розыск властями Узбекистана по обвинению в экстремизме. По данным узбекских спецслужб, мужчина является этническим таджиком, находясь в Швеции, попал под влияние таджикской ячейки «Исламского государства». В Узбекистане против Акилова было заведено уголовное дело по статьям за экстремистскую деятельность, несущую угрозу общественной безопасности, а также за вовлечение несовершеннолетних в антисоциальное поведение.
Следствием было установлено, что террорист был зарегистрирован в Швеции как минимум с двумя именами. В 2014 году в документах, связанных с прошением вида на жительство мужчина фигурировал как Рахматжон Курбонов, при этом его год рождения также не совпадает с данными в документах на имя Рахмата Акилова. Также сообщается, что в Швеции зарегистрированы несколько человек с именем Рахмат Акилов.

## Суд и приговор
Суд над Рахматом Акиловым начался 13 февраля 2018 года. На суде террорист признал свою вину и заявил, что намеренно наехал на людей с целью убийства в поддержку террористической организации «Исламское государство».
7 июня 2018 года городской суд Стокгольма признал Рахмата Акилова виновным в 5 умышленных убийствах и 119 покушениях на убийство и приговорил его к «пожизненному заключению». Дополнительно суд постановил, что в случае если Акилов будет освобождён, он должен быть выдворен за пределы Швеции без права на возвращение.

## Правовые последствия
По сообщениям прессы, в Швеции до настоящего момента[когда?] отсутствует антитеррористическое законодательство. Например, участие в террористических организациях не является уголовным преступлением, а наказываются лишь финансовая поддержка террористических групп и военное участие в террористической деятельности. По словам министра юстиции Швеции Моргана Юханссона, необходимо закрытие этой «правовой дыры» в шведском законодательстве. Действующее коалиционное красно-зелёное правительство намерено разработать и в ближайшее время предложить соответствующий законопроект.